# Торговая компания
Торговые компании ― хозяйственные предприятия, осуществляющие взаимодействие с различными видами товаров, которые предназначаются для продажи индивидуальным потребителям, другим субъектам предпринимательской деятельности или государству. Торговые компании занимаются приобретением специализированного ассортимента товаров, имеют свои склады, магазины, а также доставляют товары покупателям.
Для разных видов бизнеса создаются различные практические условия.
Импортёры или оптовики поддерживают складские запасы и доставляют продукцию в магазины или крупным конечным покупателям. Они работают в большом географическом регионе, в то время как их контрагенты, магазины, работают в меньших регионах или зачастую в совсем небольшом районе.
Сегодня термин «торговая компания» в основном употребляется по отношению к глобальным трейдерам, работающим по схеме B2B. Как правило они имеют узкую специализацию в одной категории товаров и развитую логистическую сеть. Изменения в практических условиях, такие как более быстрая дистрибуция, применение вычислительной техники и методов современного маркетинга, привели к изменениям в бизнес-моделях таких торговых компаний.
Исторически торговыми компаниями называли такие крупные экономико-политические объединения, как Лондонская компания, Вирджинская компания, Британская Ост-Индская компания, Московская компания и др.